# Il vient de loin. Trein in landschap
Il vient de loin of Hij komt van ver, zoals het schilderij in het Nederlands genoemd wordt, is een schilderij van de Nederlandse kunstschilder Constant Gabriël uit 1887, olieverf op doek, 67 × 100 centimeter groot. Het is het eerste Hollandse landschap met een prominente plaats voor een modernistisch element als de stoomtrein. Het werk bevindt zich in de collectie van het Kröller-Müller Museum te Otterlo.

## Context
In 1887, toen Gabriël Il vient de loin schilderde, reden er al ongeveer een halve eeuw treinen in Nederland. De negentiende eeuw werd gezien als de eeuw van de vooruitgang en industrialisering, ook wel de "ijzeren eeuw" genoemd. In de Hollandse schilderkunst uit die tijd is dat echter nauwelijks terug te zien. De Haagse Scholers, die in die periode de landschapsschilderkunst domineerden, leken modernistische elementen bewust en systematisch te mijden, anders dan bijvoorbeeld hun impressionistische collega's in Frankrijk. Il vient de loin vormt daarop een uitzondering. Het is een van de weinige werken uit die tijd met een prominente plek voor de trein en heeft om die reden een vrij unieke plek in de Nederlandse kunsthistorie. Het toont letterlijk en figuurlijk de sporen van de "vooruitgang". Het staat symbool voor de ingrijpende veranderingen in Nederland aan het einde van de negentiende eeuw.

## Afbeelding
Il vient de loin straalt bovenal rust en ruimte uit. De trein die met een grote rookpluim "uit de verte" het Hollandse polderlandschap binnen dendert lijkt nauwelijks verstorend te werken op de harmonie. Het past bijna organisch in de mathematisch geordende en evenwichtig opgezette compositie. De schilder creëert daarbij diepte door het gebruik van centraal-perspectief: alle lijnen leiden naar een verdwijnpunt aan het midden van de horizon, hetgeen voor diepte zorgt. Die dieptewerking wordt versterkt door de rij telegraafpalen links van de wetering, die het schilderij in twee helften opdeelt. De einder wordt bewust laag gehouden, waardoor ruimte ontstaat voor een grauwe Hollandse wolkenlucht. Het geheel is stemmig weergegeven in een beperkt palet van gedempte grijstonen, afgewisseld met enkele tinten groen en her en der een wit of paars bloempje in het drassige gras. Het rustelement wordt onderstreept door de sobere stoffering van het landschap, met wat eenden aan de waterkant, een visser en een man die wegloopt met zijn hengel in de hand. Ze worden geenszins gestoord door het stoomgevaarte. Gabriël geeft het allemaal realistisch weer, zonder kritiek, en integreert de diverse elementen, groot of klein, als natuurlijke onderdelen in de omgeving.

## Ontstaan

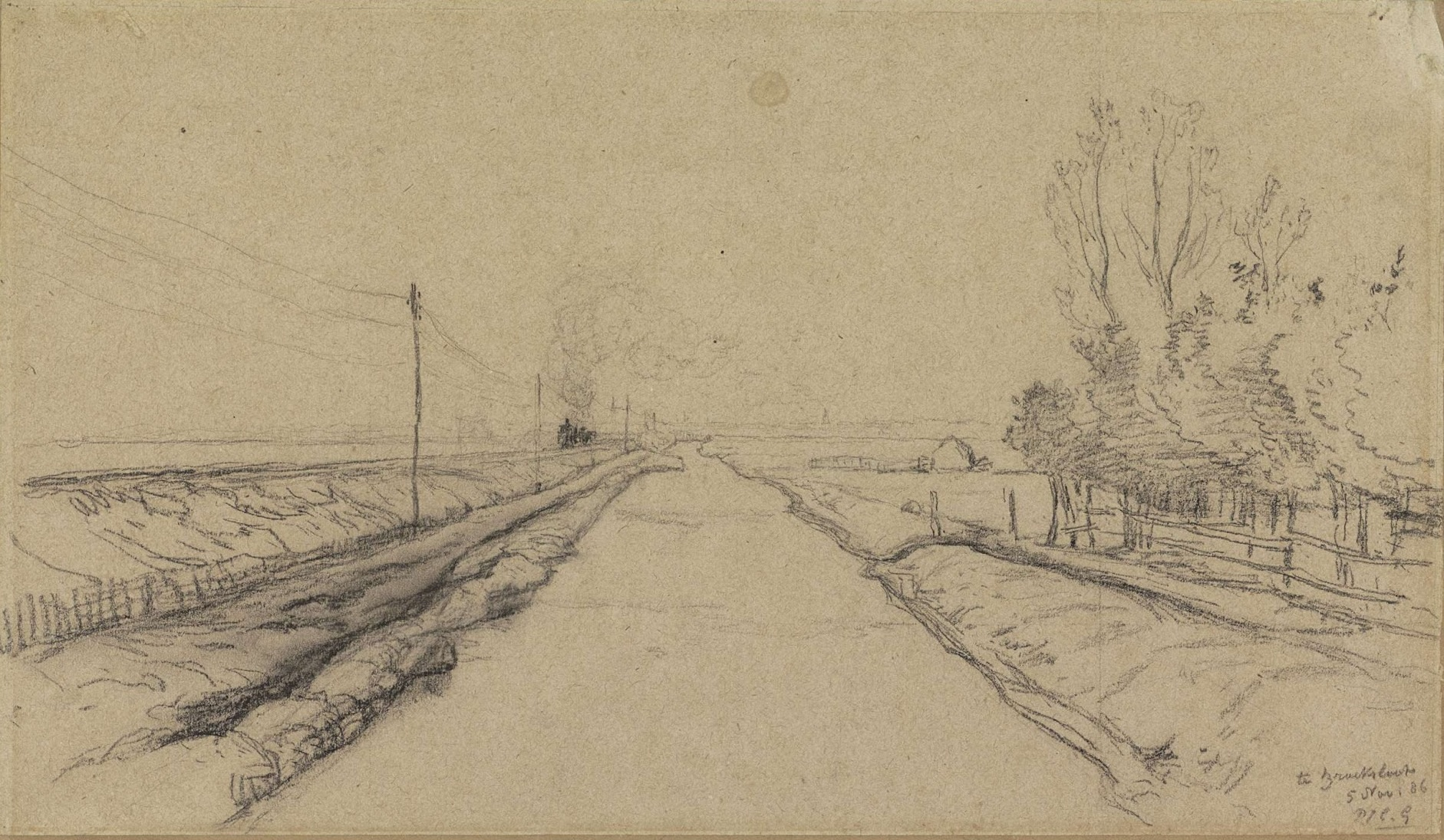
Voorstudie, gedateerd 5 november 1886, Rijksmuseum Amsterdam.

In november 1886 reisde Gabriël meerdere malen van zijn toenmalige woonplaats Scheveningen naar Broeksloot, vlak bij Voorburg, mogelijk met dezelfde trein die hij heeft weergegeven. Met een schetsboek bij de hand maakte hij er een reeks krijt- en houtskooltekeningen, welke hij later gebruikte als basis voor zijn landschappen. Op een van die toen gemaakte schetsen baseerde hij ook Il vient de loin. Hij hield zich echter niet volledig aan hetgeen hij eerder naar de natuur had vastgelegd en verving bijvoorbeeld de boomgaard in de tekening door een plas. Ook de vissers zijn additioneel toegevoegd, evenals een extra telegraafmast. De strenge belijningen zijn reeds in de tekening zichtbaar. Die lijkt hij actief te hebben gezocht in het landschap.